# 1926
1926. је била проста година.

## Догађаји

### Март
- 16. март — Амерички физичар Роберт Годард извео је прво успешно лансирање ракете на течно гориво, која је достигла 56 метара удаљености за 2,5 секунде.

### Мај
- 12. мај — Чланови посаде цепелина Норвешка, предвођени Роалдом Амундсеном су постали први људи који су потврђено летели до Северног пола.
- 12. мај — Маршал Јозеф Пилсудски извршио државни удар и успоставио војну диктатуру у Пољској.

### Септембар
- 8. септембар — Друштво народа је једногласно примило Немачку у чланство.

### Октобар
- 27. новембар — Тирански пакт потписан између Краљевине Италије и Албанске републике, по ком је Италија стекла активну контролу над правом албанске независности. Потписници пакта су били са италијанске стране Бенито Мусолини, а са стране Албаније Ахмет Зогу.

## Рођења

### Јануар
- 2. јануар — Захарије Трнавчевић, српски новинар, ТВ водитељ и политичар (прем. 2016)
- 3. јануар — Џорџ Мартин, енглески музички продуцент, аранжер, композитор, диригент, инжењер звука и музичар, познат као „Пети Битлс“ (прем. 2016)
- 20. јануар — Патриша Нил, америчка глумица (прем. 2010)

### Фебруар
- 8. фебруар — Радмила Савићевић, српска глумица (прем. 2001)
- 11. фебруар — Лесли Нилсен, канадско-амерички глумац, комичар и продуцент (прем. 2010)

### Март
- 6. март — Анджеј Вајда, пољски редитељ (прем. 2016)
- 6. март — Бранко Плеша, српски глумац и редитељ (прем. 2001)
- 16. март — Џери Луис, амерички комичар, глумац, певач, редитељ, сценариста и продуцент (прем. 2017)
- 25. март — Ласло Пап, мађарски боксер (прем. 2003)
- 28. март — Властимир Радовановић, српски сценариста и редитељ (прем. 2012)

### Април
- 2. април — Џек Брабам, аустралијски аутомобилиста, возач Формуле 1 (прем. 2014)
- 2. април — Милан Пузић, српски глумац (прем. 1994)
- 4. април — Борка Вучић, српска банкарка и политичарка (прем. 2009)
- 11. април — Вера Белогрлић, српска редитељка (прем. 2015)
- 21. април — Елизабета II, британска краљица (прем. 2022)
- 28. април — Харпер Ли, америчка списатељица (прем. 2016)
- 30. април — Клорис Личман, америчка глумица и комичарка (прем. 2021)

### Мај
- 6. мај — Слободан Перовић, српски глумац (прем. 1978)
- 8. мај — Дон Риклс, амерички комичар, глумац и писац (прем. 2017)
- 15. мај — Питер Шафер, енглески сценариста и драматург (прем. 2016)
- 26. мај — Мајлс Дејвис, амерички џез музичар и композитор, најпознатији као трубач (прем. 1991)

### Јун
- 1. јун — Мерилин Монро, америчка глумица, певачица, модел и забављачица (прем. 1962)
- 3. јун — Ален Гинзберг, амерички песник, филозоф и писац (прем. 1997)
- 28. јун — Мел Брукс, амерички глумац, редитељ, сценариста и продуцент

### Јул
- 4. јул — Алфредо ди Стефано, аргентинско-шпански фудбалер и фудбалски тренер (прем. 2014)
- 10. јул — Павле Вуисић, српски глумац (прем. 1988)
- 21. јул — Карел Рајс, чешко-британски редитељ, продуцент и сценариста (прем. 2002)
- 28. јул — Власта Велисављевић, српски глумац (прем. 2021)

### Август
- 2. август — Југ Гризељ, југословенски новинар и сценариста (прем. 1991)
- 3. август — Тони Бенет, амерички певач и сликар (прем. 2023)
- 13. август — Фидел Кастро, кубански комунистички револуционар и државник (прем. 2016)

### Септембар
- 3. септембар — Ирена Папас, грчка глумица и певачица (прем. 2022)
- 23. септембар — Џон Колтрејн, амерички џез музичар и композитор, најпознатији као саксофониста (прем. 1967)

### Октобар
- 6. октобар — Петар Омчикус, српски сликар (прем. 2019)
- 18. октобар — Чак Бери, амерички музичар (прем. 2017)
- 18. октобар — Клаус Кински, немачки глумац (прем. 1991)

### Децембар
- 8. децембар — Стево Жигон, српски глумац и редитељ (прем. 2005)
- 11. децембар — Биг Мама Торнтон, америчка музичарка (прем. 1984)
- 21. децембар — Елена Варзи, италијанска глумица (прем. 2014)
- 22. децембар — Хајрудин Крвавац, југословенски редитељ и сценариста (прем. 1992)

## Смрти

### Децембар
- 4. децембар — Ивана Кобилца, словеначка сликарка. (* 1861)
- 5. децембар — Клод Моне, француски сликар. (*1840).
- 10. децембар — Никола Пашић, српски и југословенски политичар

## Нобелове награде
- Физика — Жан Батист Перен
- Хемија — Теодор Сведберг
- Медицина — Јоханес Андреас Гриб Фибигер
- Књижевност — Грација Деледа
- Мир — Аристид Бријан (Француска) и Густав Штреземан (Немачка)
- Економија — Награда у овој области почела је да се додељује 1969. године